# Chiesa di San Lorenzo (Sori)
La chiesa di San Lorenzo è un luogo di culto cattolico situato nella frazione di Teriasca, in via San Lorenzo, nel comune di Sori, nella città metropolitana di Genova. La chiesa è sede della parrocchia omonima del vicariato di Bogliasco-Pieve-Sori dell'arcidiocesi di Genova.

## Storia e descrizione

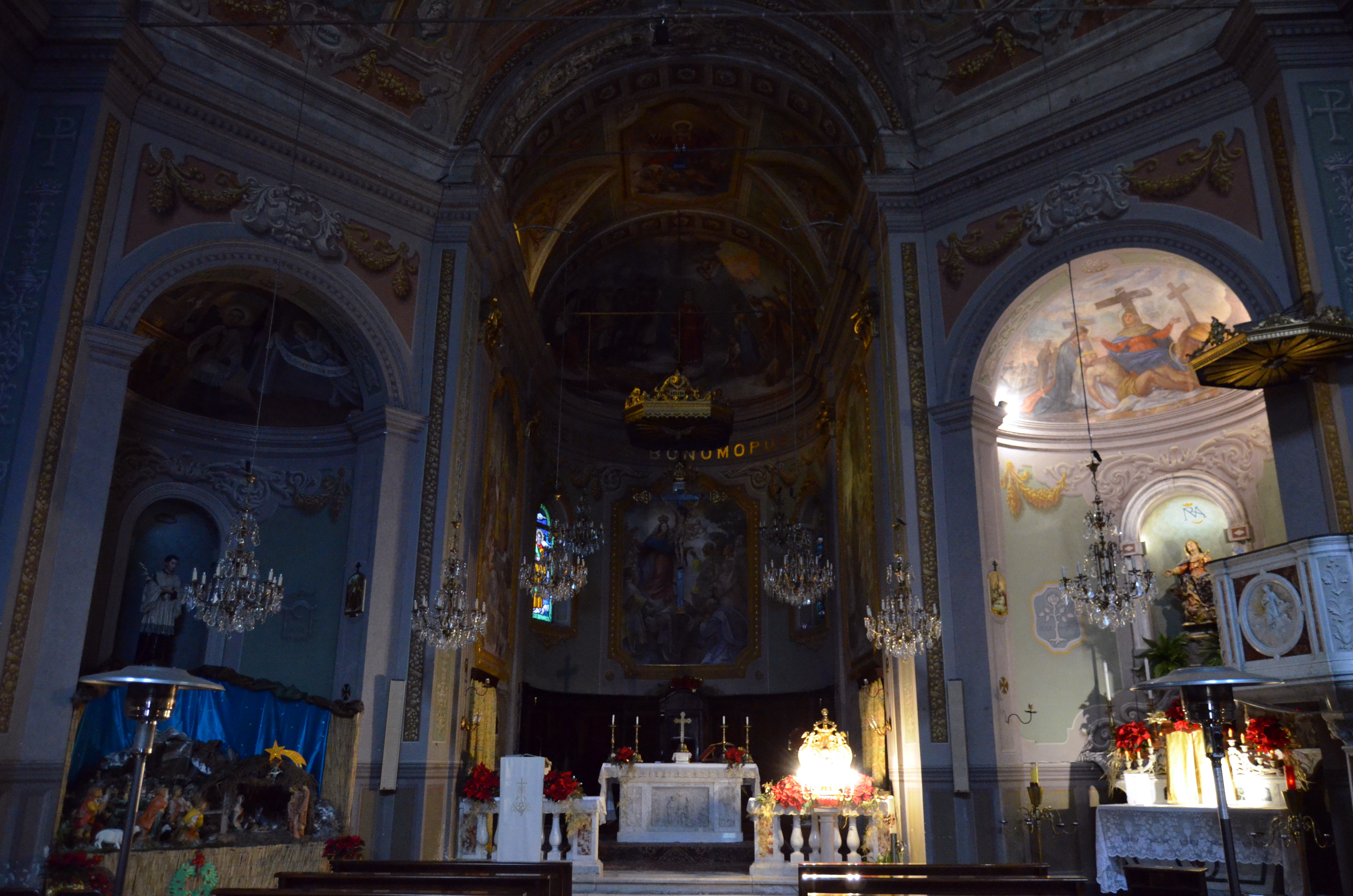
La navata interna

Secondo alcune fonti la sua costruzione fu voluta dagli stessi abitanti dei borghi di Teriasca e Cortino e ottennero il permesso per la sua edificazione il 27 agosto del 1654 dal cardinale Stefano Durazzo. Fu quindi costruita una chiesa - cappella, dedicata ai santi Lorenzo e Terenziano e sottoposta alla pieve di San Michele Arcangelo di Pieve Ligure, ultimata sul finire del 1657 con tre altari.
Lo stesso Durazzo concesse la facoltà di celebrazione eucaristica il 7 gennaio del 1658 e successivamente rinnovata nel 1669 e 1718. La chiesa fu elevata al titolo di parrocchia tramite apposito decreto dell'arcivescovo di Genova Giuseppe Maria Saporiti il 16 maggio del 1755 con la sola intitolazione a san Lorenzo. Nello stesso decreto fu nominato il primo parroco, Andrea Vigne di Traso, già reggente della comunità da sedici anni e che la resse fino al 1787.
Il maggiore ampliamento venne compiuto intorno al 1860 dove s'ingrandì la struttura, divisione in tre navate, e si completò l'innalzamento del campanile a tre campane e orologio.